# Loxosomella constrictum
Loxosomella constrictum är en bägardjursart som först beskrevs av O'donoghue 1924.  Loxosomella constrictum ingår i släktet Loxosomella och familjen Loxosomatidae. Inga underarter finns listade i Catalogue of Life.